# یان آسمان
یان آسمان (انگلیسی: Jan Assmann; ۷ ژوئیهٔ ۱۹۳۸ - ۱۹ فوریهٔ ۲۰۲۴) باستان‌شناس، مصرشناس و استاد دانشگاه در  دانشگاه هایدلبرگ اهل آلمان بود.
وی همچنین برندهٔ جوایزی همچون جایزه صلح کتاب‌فروشان آلمان، جایزه بالزان، و صلیب فرماندهی شوالیه از نشان شایستگی جمهوری فدرال آلمان شده‌است.